# Coppa Intertoto 1976
La Coppa Intertoto 1976, detta anche Coppa d'Estate 1976, è stata la decima edizione di questa competizione (la sedicesima, contando anche quelle della Coppa Rappan) gestita dalla SFP, la società di scommesse svizzera.
Non erano previste sfide fra le vincitrici dei gironi che si svolgevano tra giugno e luglio. Le squadre che si imponevano nei singoli raggruppamenti venivano considerate tutte vincenti a pari merito e ricevevano, oltre ad un piccolo trofeo, un cospicuo premio in denaro.

## Partecipanti
| Nazione                   | Squadra                                                                             | Campionato | Note |
| ------------------------- | ----------------------------------------------------------------------------------- | --- | --- |
| Cecoslovacchia (bandiera) | Baník Ostrava Teplice Inter Bratislava Zbrojovka Brno Spartak Trnava VSS Košice     | Campione di Cecoslovacchia 1975-76 5º campionato di Cecoslovacchia 1975-76 6º campionato di Cecoslovacchia 1975-76 7º campionato di Cecoslovacchia 1975-76 10º campionato di Cecoslovacchia 1975-76 11º campionato di Cecoslovacchia 1975-76 | Vincitrice della Coppa Intertoto Girone 5 nell'anno precedente                                                                |
| Germania (bandiera)       | Eintracht Braunschweig Duisburg Hertha Berlino Kickers Offenbach                    | 5º campionato di Germania Ovest 1975-76 10º campionato di Germania Ovest 1975-76 11º campionato di Germania Ovest 1975-76 17º campionato di Germania Ovest 1975-76                                                                           | Vincitrice della Coppa Intertoto Girone 3 nell'anno precedente                                                                |
| Svizzera (bandiera)       | Zurigo Grasshoppers Young Boys San Gallo                                            | Campione di Svizzera 1975-76 4º campionato di Svizzera 1975-76 5º campionato di Svizzera 1975-76 7º campionato di Svizzera 1975-76 | Vincitrice Coppa di Svizzera 1975-76                                                                                          |
| Polonia (bandiera)        | Widzew Łódź Pogoń Stettino Zagłębie Sosnowiec ROW Rybnik                            | 5º campionato di Polonia 1975-76 6º campionato di Polonia 1975-76 10º campionato di Polonia 1975-76 11º campionato di Polonia 1975-76 | Vincitrice della Coppa Intertoto Girone 4 nell'anno precedente Vincitrice della Coppa Intertoto Girone 6 nell'anno precedente |
| Svezia (bandiera)         | Malmö FF Öster Djurgården Landskrona BoIS AIK Åtvidaberg Örebro                     | Campione di Svezia 1975 Vicecampione di Svezia 1975 3º campionato di Svezia 1975 4º campionato di Svezia 1975 5º campionato di Svezia 1975 6º campionato di Svezia 1975 7º campionato di Svezia 1975                                         | Vincitrice Coppa di Svezia 1974-75 Vincitrice della Coppa Intertoto Girone 7 nell'anno precedente                             |
| Austria (bandiera)        | Austria Vienna SSW Innsbruck Austria Salisburgo Admira/Wacker VÖEST Linz Sturm Graz | Campione d'Austria 1975-76 Vicecampione d'Austria 1975-76 4º campionato d'Austria 1975-76 5º campionato d'Austria 1975-76 6º campionato d'Austria 1975-76 8º campionato d'Austria 1975-76                                                    | Vincitrice della Coppa Intertoto Girone 1 nell'anno precedente Vincitrice della Coppa Intertoto Girone 2 nell'anno precedente |
| Danimarca (bandiera)      | Køge BK Holbæk Næstved KB                                                           | Campione di Danimarca 1975 Vicecampione di Danimarca 1975 3º campionato di Danimarca 1975 4º campionato di Danimarca 1975 | |
| Belgio (bandiera)         | Standard Liegi Ostenda                                                              | 8º campionato del Belgio 1975-76 12º campionato del Belgio 1975-76 | |
| Portogallo (bandiera)     | Belenenses Vitória Guimarães                                                        | 3º campionato di Portogallo 1975-76 6º campionato di Portogallo 1975-76 | Vincitrice della Coppa Intertoto Girone 9 nell'anno precedente                                                                |
| Jugoslavia (bandiera)     | Vojvodina                                                                           | 5º campionato di Jugoslavia 1975-76 | |
| Israele (bandiera)        | Hapoel Be'er Sheva Beitar Gerusalemme                                               | Campione d'Israele 1975-76 Vicecampione d'Israele 1975-76 | Vincitrice Coppa d'Israele 1975-76                                                                                            |
| Norvegia (bandiera)       | Start Lillestrøm                                                                    | 3º campionato della Norvegia 1975 7º campionato della Norvegia 1975 | |

## Squadre partecipanti
La fase a gironi del torneo era composta da undici gruppi di quattro squadre ciascuno, le squadre che si imponevano nei singoli raggruppamenti venivano considerate tutte vincenti a pari merito.
Rispetto alla Coppa dell'edizione precedente, le squadre dei Paesi Bassi non partecipano, e invece per la prima volta partecipano le squadre di Israele e Norvegia.
- In giallo le vincitrici dei gironi.

| Girone | Austria            | Belgio         | Cecoslovacchia   | Danimarca | Germania Ovest         | Israele            | Jugoslavia | Norvegia   | Polonia            | Portogallo        | Svezia          | Svizzera     |
| 1      | Admira/Wacker      | -              | -                | -         | -                      | Beitar Gerusalemme | -          | -          | -                  | -                 | Malmö FF        | Young Boys   |
| 2      | -                  | Standard Liegi | -                | Køge BK   | Hertha Berlino         | Hapoel Be'er Sheva | -          | -          | -                  | -                 | -               | -            |
| 3      | -                  | -              | Teplice          | -         | Kickers Offenbach      | -                  | -          | -          | -                  | -                 | Landskrona BoIS | Grasshoppers |
| 4      | SSW Innsbruck      | -              | Baník Ostrava    | -         | Eintracht Braunschweig | -                  | -          | -          | -                  | -                 | AIK             | -            |
| 5      | Austria Vienna     | -              | Zbrojovka Brno   | -         | Duisburg               | -                  | -          | -          | -                  | -                 | -               | Zurigo       |
| 6      | Austria Salisburgo | -              | Spartak Trnava   | -         | -                      | -                  | -          | Lillestrøm | -                  | -                 | Åtvidaberg      | -            |
| 7      | -                  | Ostenda        | Inter Bratislava | Holbæk    | -                      | -                  | -          | -          | -                  | Vitória Guimarães | -               | -            |
| 8      | -                  | -              | -                | Næstved   | -                      | -                  | -          | -          | Pogoń Stettino     | Belenenses        | Öster           | -            |
| 9      | Sturm Graz         | -              | -                | -         | -                      | -                  | -          | -          | Rybnik             | -                 | Djurgården      | San Gallo    |
| 10     | VÖEST Linz         | -              | -                | -         | -                      | -                  | Vojvodina  | -          | Zagłębie Sosnowiec | -                 | Örebro          | -            |
| 11     | -                  | -              | VSS Košice       | KB        | -                      | -                  | -          | Start      | Widzew Łódź        | -                 | -               | -            |

## Risultati
Date: 26 giugno (1ª giornata), 3 luglio (2ª giornata), 10 luglio (3ª giornata), 17 luglio (4ª giornata), 24 luglio (5ª giornata) e 31 luglio 1976 (6ª giornata).

### Girone 1
| Squadra            | Pti | G | V | N | P | GF | GS | DR  |
| ------------------ | --- | - | - | - | - | -- | -- | --- |
| Young Boys         | 9   | 6 | 3 | 3 | 0 | 15 | 9  | +6  |
| Malmö FF           | 7   | 6 | 2 | 3 | 1 | 13 | 6  | +7  |
| Beitar Gerusalemme | 6   | 6 | 2 | 2 | 2 | 12 | 13 | −1  |
| Admira/Wacker      | 2   | 6 | 0 | 2 | 4 | 4  | 16 | −12 |

|               | Y.B | Mal | Bei | A.W |
| ------------- | --- | --- | --- | --- |
| Young Boys    |     | 3-2 | 6-3 | 1-1 |
| Malmö         | 1-1 |     | 3-1 | 6-0 |
| Beitar        | 1-1 | 1-1 |     | 3-1 |
| Admira Wacker | 1-3 | 0-0 | 1-3 |     |

### Girone 2
| Squadra            | Pti | G | V | N | P | GF | GS | DR  |
| ------------------ | --- | - | - | - | - | -- | -- | --- |
| Hertha Berlino     | 9   | 6 | 4 | 1 | 1 | 20 | 6  | +14 |
| Standard Liegi     | 9   | 6 | 4 | 1 | 1 | 11 | 4  | +7  |
| Hapoel Be'er Sheva | 5   | 6 | 1 | 3 | 2 | 8  | 13 | −5  |
| Køge BK            | 1   | 6 | 0 | 1 | 5 | 4  | 20 | −16 |

|          | Her | Sta | Hap | Køg |
| -------- | --- | --- | --- | --- |
| Hertha   |     | 2-0 | 5-1 | 5-0 |
| Standard | 1-0 |     | 3-1 | 6-1 |
| Hapoel   | 3-3 | 0-0 |     | 2-1 |
| Køge     | 1-5 | 0-1 | 1-1 |     |

### Girone 3
| Squadra            | Pti | G | V | N | P | GF | GS | DR |
| ------------------ | --- | - | - | - | - | -- | -- | -- |
| Sklo Union Teplice | 8   | 6 | 3 | 2 | 1 | 10 | 4  | +6 |
| Kickers Offenbach  | 8   | 6 | 4 | 0 | 2 | 6  | 6  | 0  |
| Grasshoppers       | 5   | 6 | 2 | 1 | 3 | 4  | 7  | −3 |
| Landskrona BoIS    | 3   | 6 | 0 | 3 | 3 | 2  | 5  | −3 |

|              | Tep | Kic | Gra | Lan |
| ------------ | --- | --- | --- | --- |
| Teplice      |     | 2-0 | 4-1 | 0-0 |
| Kickers      | 0-3 |     | 1-0 | 1-0 |
| Grasshoppers | 2-0 | 0-2 |     | 1-0 |
| Landskrona   | 1-1 | 1-2 | 0-0 |     |

### Girone 4
| Squadra                | Pti | G | V | N | P | GF | GS | DR |
| ---------------------- | --- | - | - | - | - | -- | -- | -- |
| Baník Ostrava OKD      | 11  | 6 | 5 | 1 | 0 | 9  | 2  | +7 |
| SSW Innsbruck          | 6   | 6 | 2 | 2 | 2 | 10 | 9  | +1 |
| Eintracht Braunschweig | 6   | 6 | 2 | 2 | 2 | 6  | 6  | 0  |
| AIK                    | 1   | 6 | 0 | 1 | 5 | 6  | 14 | −8 |

|              | Ban | Inn | Bra | AIK |
| ------------ | --- | --- | --- | --- |
| Baník        |     | 2-1 | 0-0 | 2-0 |
| Innsbruck    | 1-2 |     | 1-0 | 3-1 |
| Braunschweig | 0-2 | 1-1 |     | 2-1 |
| AIK          | 0-1 | 3-3 | 1-3 |     |

### Girone 5
| Squadra        | Pti | G | V | N | P | GF | GS | DR  |
| -------------- | --- | - | - | - | - | -- | -- | --- |
| Zbrojovka Brno | 10  | 6 | 5 | 0 | 1 | 13 | 9  | +4  |
| Duisburg       | 8   | 6 | 3 | 2 | 1 | 13 | 4  | +9  |
| Zurigo         | 5   | 6 | 2 | 1 | 3 | 9  | 8  | +1  |
| Austria Vienna | 1   | 6 | 0 | 1 | 5 | 8  | 22 | −14 |

|           | Zbr | Dui | Zur | Aus |
| --------- | --- | --- | --- | --- |
| Zbrojovka |     | 1-0 | 1-0 | 7-3 |
| Duisburg  | 5-1 |     | 3-1 | 4-0 |
| Zurigo    | 0-1 | 0-0 |     | 4-1 |
| Austria   | 1-2 | 1-1 | 2-4 |     |

### Girone 6
| Squadra            | Pti | G | V | N | P | GF | GS | DR  |
| ------------------ | --- | - | - | - | - | -- | -- | --- |
| Spartak TAZ Trnava | 11  | 6 | 5 | 1 | 0 | 17 | 5  | +12 |
| Åtvidaberg         | 6   | 6 | 2 | 2 | 2 | 10 | 8  | +2  |
| Lillestrøm         | 4   | 6 | 1 | 2 | 3 | 5  | 11 | −6  |
| Austria Salisburgo | 3   | 6 | 1 | 1 | 4 | 4  | 12 | −8  |

|            | Spa | Åtv | Lil | Aus |
| ---------- | --- | --- | --- | --- |
| Spartak    |     | 3-1 | 5-1 | 2-0 |
| Åtvidaberg | 1-3 |     | 3-1 | 4-0 |
| Lillestrøm | 1-1 | 0-0 |     | 1-0 |
| Austria    | 1-3 | 1-1 | 2-1 |     |

### Girone 7
| Squadra           | Pti | G | V | N | P | GF | GS | DR  |
| ----------------- | --- | - | - | - | - | -- | -- | --- |
| Inter Bratislava  | 10  | 6 | 5 | 0 | 1 | 19 | 4  | +15 |
| Vitória Guimarães | 8   | 6 | 4 | 0 | 2 | 11 | 8  | +3  |
| Ostenda           | 6   | 6 | 3 | 0 | 3 | 10 | 13 | −3  |
| Holbæk            | 0   | 6 | 0 | 0 | 6 | 3  | 18 | −15 |

|         | Int | Vit | Ost | Hol |
| ------- | --- | --- | --- | --- |
| Inter   |     | 4-0 | 2-1 | 2-1 |
| Vitória | 1-0 |     | 4-1 | 4-0 |
| Ostenda | 1-6 | 2-0 |     | 2-1 |
| Holbæk  | 0-5 | 1-2 | 0-3 |     |

### Girone 8
| Squadra        | Pti | G | V | N | P | GF | GS | DR  |
| -------------- | --- | - | - | - | - | -- | -- | --- |
| Öster          | 11  | 6 | 5 | 1 | 0 | 13 | 2  | +11 |
| Belenenses     | 6   | 6 | 2 | 2 | 2 | 7  | 6  | +1  |
| Pogoń Stettino | 4   | 6 | 1 | 2 | 3 | 6  | 7  | −1  |
| Næstved        | 3   | 6 | 1 | 1 | 4 | 2  | 13 | −11 |

|            | Öst | Bel | Pog | Næs |
| ---------- | --- | --- | --- | --- |
| Öster      |     | 2-1 | 1-0 | 5-0 |
| Belenenses | 1-1 |     | 2-0 | 0-1 |
| Pogoń      | 0-1 | 2-2 |     | 3-0 |
| Næstved    | 0-3 | 0-1 | 1-1 |     |

### Girone 9
| Squadra    | Pti | G | V | N | P | GF | GS | DR |
| ---------- | --- | - | - | - | - | -- | -- | -- |
| Djurgården | 7   | 6 | 3 | 1 | 2 | 11 | 8  | +3 |
| Sturm Graz | 7   | 6 | 3 | 1 | 2 | 8  | 8  | 0  |
| San Gallo  | 6   | 6 | 2 | 2 | 2 | 9  | 8  | +1 |
| Rybnik     | 4   | 6 | 2 | 0 | 4 | 10 | 14 | −4 |

|            | Dju | Stu | S.G | Ryb |
| ---------- | --- | --- | --- | --- |
| Djurgården |     | 3-0 | 3-2 | 3-0 |
| Sturm      | 1-0 |     | 1-1 | 2-1 |
| San Gallo  | 0-0 | 2-1 |     | 4-1 |
| Rybnik     | 5-2 | 1-3 | 2-0 |     |

### Girone 10
| Squadra            | Pti | G | V | N | P | GF | GS | DR |
| ------------------ | --- | - | - | - | - | -- | -- | -- |
| Vojvodina          | 10  | 6 | 4 | 2 | 0 | 11 | 6  | +5 |
| Zagłębie Sosnowiec | 6   | 6 | 2 | 2 | 2 | 11 | 8  | +3 |
| VÖEST Linz         | 4   | 6 | 1 | 2 | 3 | 9  | 10 | −1 |
| Örebro             | 4   | 6 | 0 | 4 | 2 | 6  | 13 | −7 |

|           | Voj | Zag | Lin | Öre |
| --------- | --- | --- | --- | --- |
| Vojvodina |     | 2-1 | 3-2 | 1-1 |
| Zagłębie  | 1-2 |     | 1-1 | 5-1 |
| Linz      | 0-2 | 1-2 |     | 4-1 |
| Örebro    | 1-1 | 1-1 | 1-1 |     |

### Girone 11
| Squadra     | Pti | G | V | N | P | GF | GS | DR  |
| ----------- | --- | - | - | - | - | -- | -- | --- |
| Widzew Łódź | 12  | 6 | 6 | 0 | 0 | 21 | 5  | +16 |
| KB          | 5   | 6 | 2 | 1 | 3 | 7  | 18 | −11 |
| VSS Košice  | 4   | 6 | 2 | 0 | 4 | 6  | 8  | −2  |
| Start       | 3   | 6 | 1 | 1 | 4 | 6  | 9  | −3  |

|        | Wid | KB  | Koš | Sta |
| ------ | --- | --- | --- | --- |
| Widzew |     | 9-1 | 2-0 | 1-0 |
| KB     | 1-3 |     | 3-2 | 0-3 |
| Košice | 0-1 | 1-2 |     | 2-0 |
| Start  | 3-5 | 0-0 | 0-1 |     |